# Bad Arolsen
Bad Arolsen este un oraș din landul Hessa, Germania.